# Sarbanissa catocalina
Sarbanissa catocalina är en fjärilsart som beskrevs av Walker 1866. Sarbanissa catocalina ingår i släktet Sarbanissa och familjen nattflyn. Inga underarter finns listade.